# Suzuki Ertiga
La Suzuki Ertiga è un'automobile compatta con carrozzeria di tipo monovolume, prodotta dalla casa automobilistica giapponese Suzuki a partire dal 2012.

## Prima generazione (2012-2018)

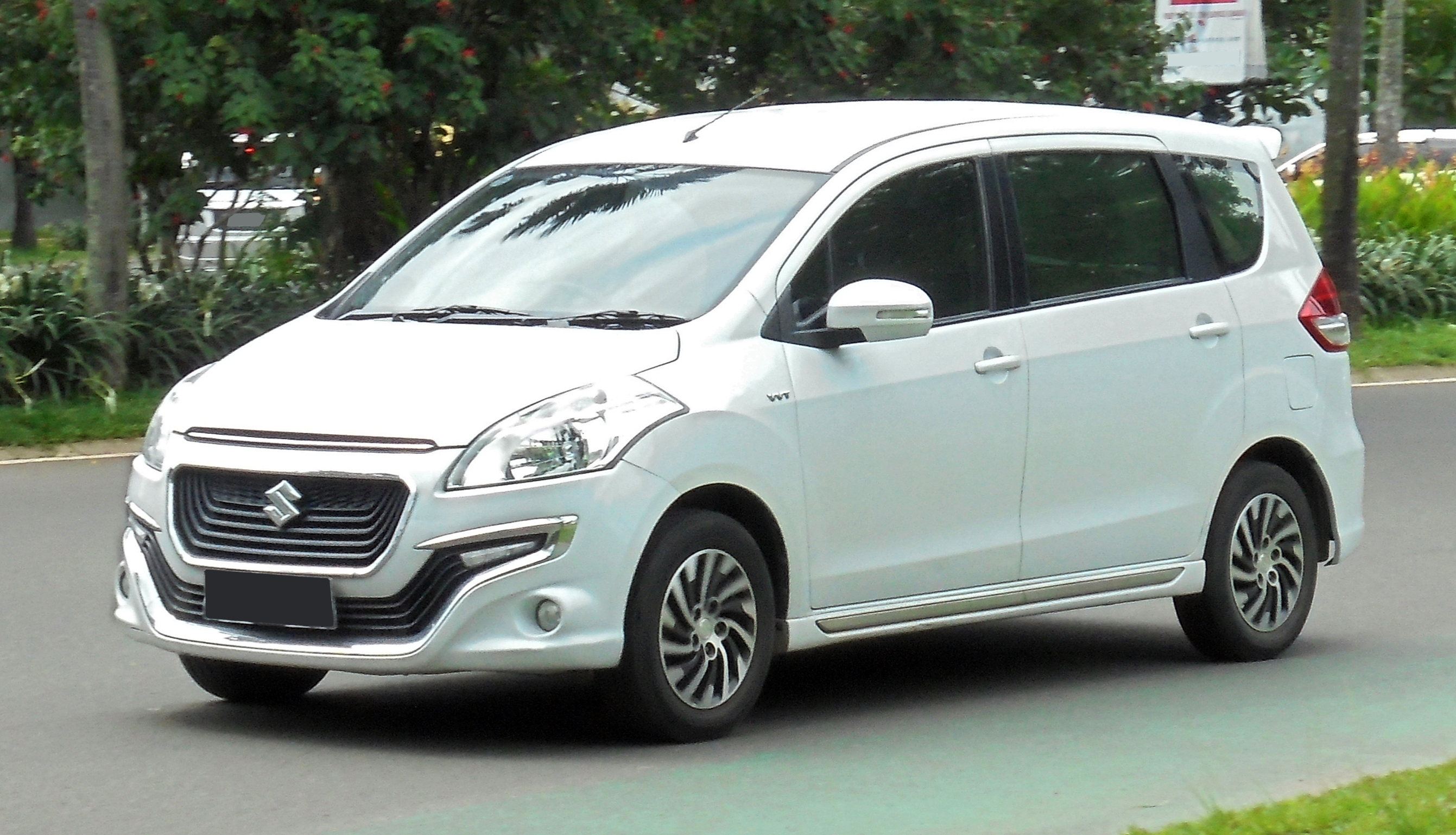
Restyling 2016

La Ertiga è stata anticipata dalla concept car Maruti Suzuki R-III presentata all'Auto Expo 2010 di Nuova Delhi in India. La versione di produzione invece viene presentata all'Auto Expo il 6 gennaio 2012 ed è stata lanciata in India il 12 aprile 2012 mentre in Indonesia il 22 aprile 2012. Lo sviluppo è stato guidato dall'ingegnere capo Toshikatsu Hibi. 
Si tratta di una monovolume compatta destinata soprattutto ai mercati emergenti realizzata sulla stessa piattaforma della Suzuki Swift ma allungata ed allargata; una sua caratteristica è quella di avere una carrozzeria dalle dimensioni compatte lunga 4,26 metri con un abitacolo in grado di ospitare fino a sette occupanti. Oltre alla produzione in India presso lo stabilimento di Gurgaon della Maruti Suzuki, la Ertiga viene prodotta anche in Indonesia e venduta sia a marchio Suzuki che a marchio Mazda come Mazda VX-1 tramite un accordo tra i due costruttori. La Ertiga è stata assemblata e venduta anche in Malaysia dalla Proton come Proton Ertiga da novembre 2016 ad agosto 2019.
La gamma motori era composta al debutto dal propulsore benzina 1.4 K14B quattro cilindri 16V erogante 95 cavalli e 130 Nm di coppia abbinato ad un cambio manuale a cinque rapporti o automatico a quattro rapporti. Accanto al benzina era disponibile il motore 1.3 Multijet prodotto da Fiat India 16V erogante 85 cavalli e 200 Nm di coppia massima abbinato al cambio manuale a 5 rapporti. Successivamente alla gamma si aggiunse il motore benzina 1.5 K15B sedici valvole erogante 105 cavalli con trasmissioni manuali ed automatiche. 
Il telaio di base utilizza lo schema a motore trasversale e trazione anteriore, le sospensioni sono le stesse della Swift all’avantreno con il MacPherson e la barra stabilizzatrice mentre al retrotreno viene adottato il ponte torcente. 

### Restyling 2016
Nel 2016 viene lanciato il restyling che porta al debutto un rinnovato frontale con nuovo paraurti e nuova calandra con una barra cromata simile a quella della Suzuki Ciaz. La gamma motori viene arricchita dal motore 1.3 Multijet micro-ibrido SHSV abbinato al sistema ISG con un motorino elettrico che aiuta il motore termico nelle partenze e alle basse andature riducendo i consumi e le emissioni.

## Seconda generazione (dal 2018)

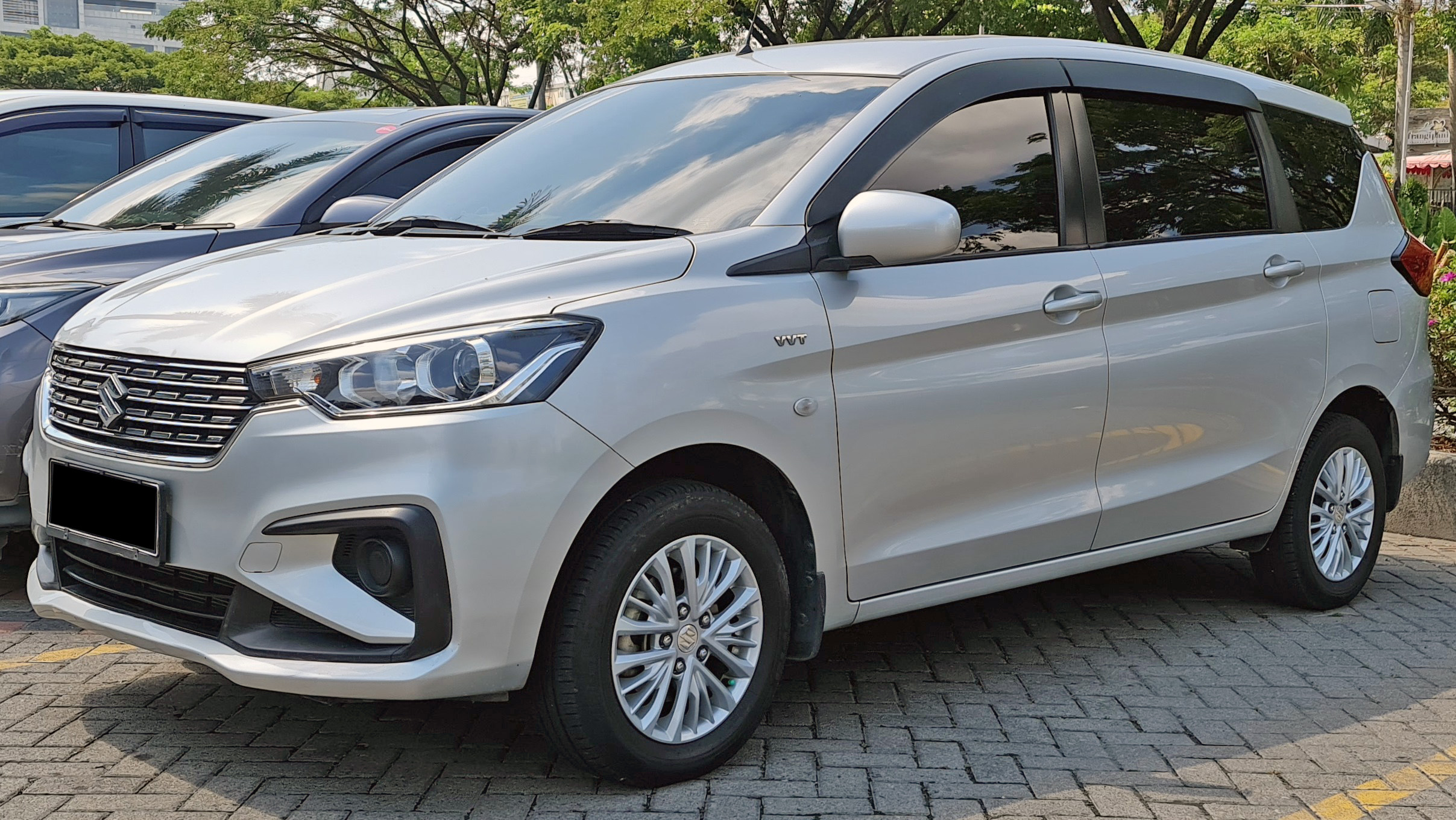
La seconda generazione

La seconda generazione di Ertiga è stata presentata al Salone dell'Automobile di Giacarta in Indonesia il 19 aprile 2018 e successivamente è stata svelata anche la versione per il mercato indiano fabbricata dalla Maruti Suzuki. È costruita sulla nuova piattaforma modulare HearTect, la stessa struttura utilizzata da Baleno, Ignis e Swift.

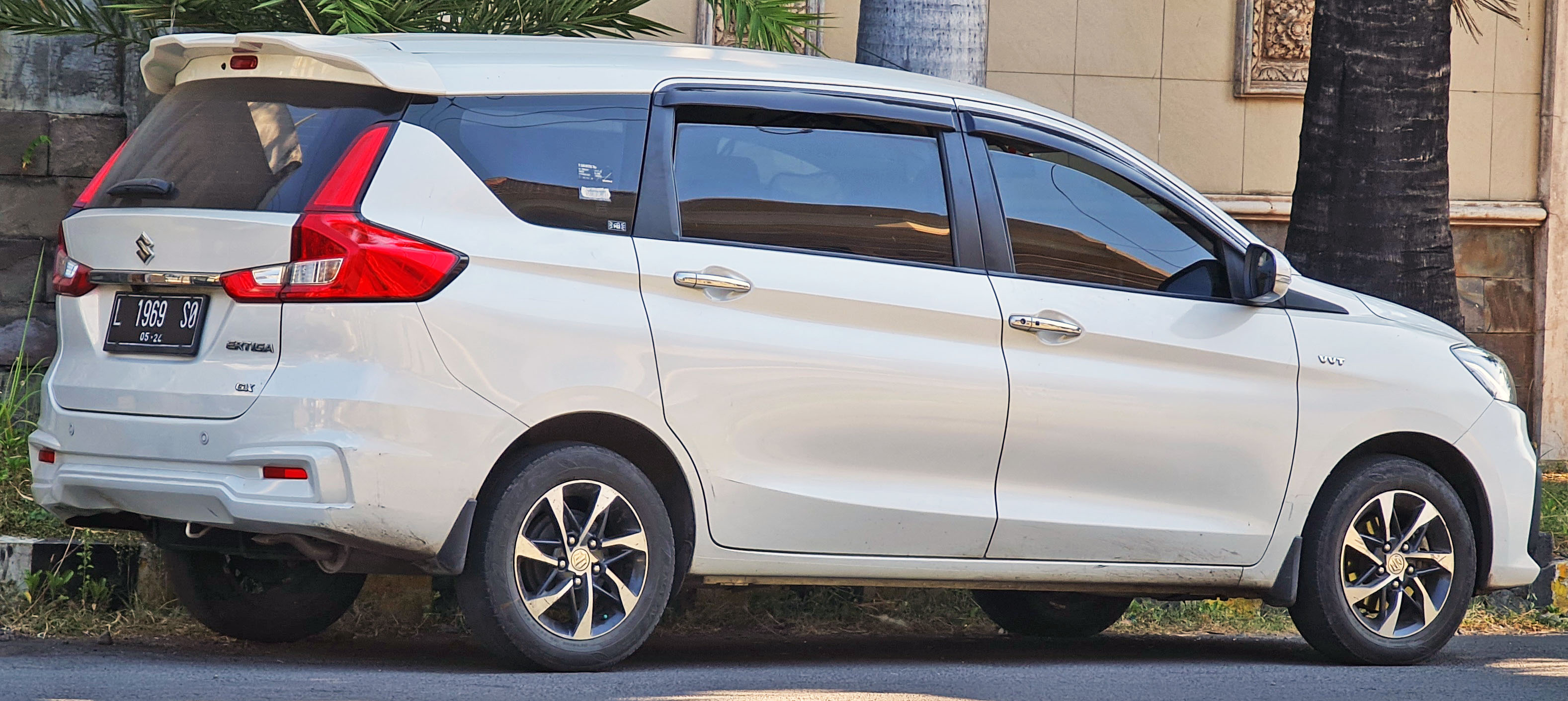
Retro seconda generazione

La seconda generazione inoltre viene esportata in Thailandia, Messico, Medio Oriente, Brunei e America Latina. Le esportazioni sono iniziate il 22 ottobre 2018.
In India al lancio era disponibile con due motori: il 1.5 benzina 16V da 105 cavalli e il 1.3 Multijet diesel micro ibrido SHSV da 90 cavalli. In seguito alla gamma si aggiunse il 1.5 benzina ibrido leggero SHVS e la versione alimentata a metano. Dall’aprile 2019 il motore diesel 1.3 Multijet viene sostituito da un nuovo 1.5 DDiS diesel common rail sviluppato da Maruti Suzuki e prodotto in India erogante 95 cavalli e 225 Nm di coppia.